# Zonas de vida de Holdridge

Esquema de classificação de zona de vida de Holdridge. Embora concebido como tridimensional por seu originador, geralmente é mostrado como uma matriz bidimensional de hexágonos em uma moldura triangular

O sistema de zonas de vida de Holdridge é um esquema bioclimático global para a classificação de áreas de terra. Foi publicado pela primeira vez por Leslie Holdridge em 1947 e atualizado em 1967. É um sistema relativamente simples, baseado em poucos dados empíricos, fornecendo critérios de mapeamento objetivos. Uma suposição básica do sistema é que tanto o solo quanto a vegetação clímax podem ser mapeados uma vez que o clima seja conhecido.

## Esquema
Embora tenha sido projetado inicialmente para áreas tropicais e subtropicais, o sistema se aplica globalmente. Foi demonstrado que o sistema se adapta a zonas de vegetação tropical, zonas mediterrâneas e zonas boreais, mas é menos aplicável a climas oceânicos frios ou áridos frios, onde a umidade se torna o fator determinante. O sistema encontrou um uso importante na avaliação das possíveis mudanças nos padrões da vegetação natural devido ao aquecimento global.
Os três eixos das subdivisões baricêntricas são:
- precipitação (anual, logarítmica)
- biotemperatura (média anual, logarítmica)
- razão de evapotranspiração potencial (PET) para precipitação anual total média.

Outros indicadores incorporados ao sistema são:
- províncias de umidade
- regiões latitudinais
- cintos altitudinais

A biotemperatura é baseada na duração da estação de crescimento e na temperatura. É medido como a média de todas as temperaturas, com todas as temperaturas abaixo de zero e acima de 30 °C ajustadas para 0 °C, já que as plantas estão dormentes nessas temperaturas. O sistema de Holdridge usa a biotemperatura primeiro, ao invés do viés de latitude temperado das zonas de vida de Merriam, e não considera principalmente a elevação. O sistema é considerado mais adequado às complexidades da vegetação tropical do que o sistema de Merriam.